# Palatul Beldiman din Iași
Palatul Beldiman din capătul Uliței Sârbești, construcție cunoscută inițial sub numele de Casa Balș, a fost o clădire din Iași construită în 1807 și demolată în 1959. În timp clădirea a avut numeroși proprietari și diferite destinații, din reședință familială devenind imobil cu prăvălii, hotel, restaurant și chiar sediul Jockey Clubului ieșean.

## Istoricul clădirii
Casa Balș, numele sub care clădirea a fost cunoscută inițial, a fost construită după planurile realizate de către Gheorghe Asachi, prospăt inginer, care tocmai se reîntorsese în Moldova după câțiva ani de studii la Lemberg (1796-1804). Construcția a demarat în 1807 pe terenul cumpărat de polcovnicul Manolache Balș de la biserica Sfântul Nicolae cel Sărac (biserică dispărută astăzi) în capătul Uliței Sârbești, astăzi Strada Lăpușneanu (teren ce ar corespunde azi parcării situate în fața Casei de Cultură a Tineretului și Studenților din Iași). Casa a trecut apoi în proprietatea Ecaterinei Balș, fiica polcovnicului, căsătorită cu căminarul Iordache Filipescu. În 1812 Ecaterinei Balș vinde casa banului Alecu Beldiman, cărturarul moldovean autor al scrierii în versuri „Tragodia Moldovei întâmplare după răzvrătirea grecilor, 1821”. De acum înainte, deși schimbările de proprietar se vor succeda într-un ritm rapid, impunătoarea clădire va fi cunoscută sub numele de „Palatul Beldiman”. Casa a trecut în proprietatea biv-vel postelnicului Vasile Beldiman, fiul lui Alecu, care în 1839 a vândut-o boierului Lupu Balș care, la rândul lui, în 1845, o cedează Elenei Catargiu, fiica marelui logofăt Iordache Catargiu, căsătorită întâi cu Iorgu Ghika și apoi cu beizadea Gheorghe, fiul lui Ioniță Sandu Sturza și care o vinde mai departe avocatului Vasile Sculy. Acesta îi face câteva modificări, lărgind parterul și mărind ferestrele, pentru a o transforma în prăvălii.
Din 1867 casa devine „Hôtel d’Angleterre” condus de către Iosif Holstein, un „transfug” de la Hotelul Binder de peste drum. „Hôtel d’Angleterre” avea un restaurant și o grădină de vară în partea dreaptă a clădirii în care putea fi ascultată fanfara militară. Faima stabilimentului crește, devenind unul din locurile preferate ale „lumii bune ieșene”, inclusiv al cărturarilor care la 21 octombrie 1872 se întrunesc aici sub conducerea lui Titu Maiorescu și pun bazele Societății literare „Junimea”. După 1873, falimentul hotelului îl determină pe avocatul Sculy să închirieze sălile de la etaj Jockey Clubului, club hipic ce fusese înființat oficial în Iași în 1862 și printre membrii căruia se numărase și domnitorul Cuza. Marea sală de la etaj era folosită uneori de junimiști, care se întruneau aici din când în când, dar și de societatea „Reuniunea Femeilor Române” pentru organizarea de baluri.

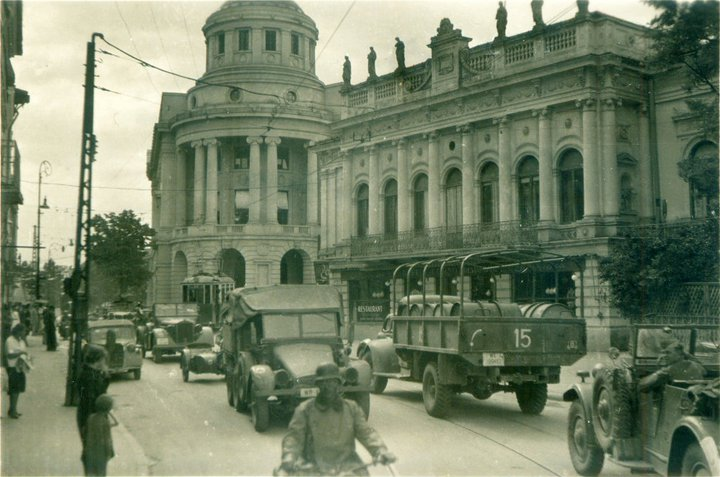
Zona actualei Piețe Mihai Eminescu („la fundație”) cu Palatul Beldiman și sediul Fundației „Regele Ferdinand I” în timpul celui de-al Doilea Război Mondial.

Din 1885 casa devine „Maison Jockey-Club - Grand Restaurant de Paris”, în salonul căreia se desfășoară periodic concerte ale fanfarei conduse de Gheorghe Scheletti, compozitor și profesor la Conservatorul de muzică din Iași. Începând din 1885 la parterul clădirii este găzduită „Cofetăria Tuffli”, cofetărie tinuta de cofetarul elvețian Richard Tuffli și care, din 1890, se mândrește cu titlul de „furnizor al Curții Regale”. În 1900, când la doar câteva sute de metri se termină lucrările de amenajare a Esplanadei Elisabeta de la Râpa Galbenă, Vasile Sculy, îndatorat, trece clădirea în proprietatea Creditului Urban din Iași, care în 1910 o vinde „Jockey Clubului”. Perioada dintre cele două războaie mondiale aduce și ea noi schimbări: cofetăria este ținută de Constantin Vlădescu (și el „furnizor al Curții Regale”), în clădire funcționează un cazinou și restaurantul „Corso” unde se putea asculta jazz, iar în partea din stânga, de cealaltă parte a Bulevardului Carol I, se construiește impozanta clădire a Fundațiunii Universitare „Regele Ferdinand I”.
După 1945, noul regim schimbă complet destinația clădirii, la parter instalându-se librăria „Cartea Rusă”, iar la etaj sediul ARLUS (Asociația Română pentru Legăturile cu Uniunea Sovietică). Sfârșitul vine odată cu anul 1959 când, datorită proiectului de sistematizare a zonei, imobilul este demolat. În prezent pe locul fostei cladiri se află o parte a Parcului Voievozilor, respectiv aleea de acces situată în partea din stânga a Casei de Cultură a Tineretului și Studenților din Iași ce duce spre Grupul Statuar al Voievozilor.